# Maladera mjobergi
Maladera mjobergi är en skalbaggsart som beskrevs av Moser 1932. Maladera mjobergi ingår i släktet Maladera och familjen Melolonthidae. Inga underarter finns listade i Catalogue of Life.